# Hipolit Falkowski
Hipolit Falkowski herbu Rawicz lub herbem Doliwa (ur. 13 sierpnia 1779 w Kamieńcu Podolskim, zm. 14 sierpnia 1821 w Warszawie) – polski dowódca wojskowy, generał brygady armii Księstwa Warszawskiego.

## Życiorys
W 1790 zakupiono dla niego rangę sierżanta i oddano do szkoły wojskowej. Od 1794 służył jako podporucznik w wojsku koronnym i walczył w Powstaniu kościuszkowskim. Po jego upadku przedostał się do Włoch. W maju 1797 przyjęty na kapitana w 114 pułku piechoty francuskiej. Jego powinowaty Wincenty Aksamitowski przeciągnął go do formowanej przez siebie artylerii pieszej legii włoskich. Obaj przeszli całkowicie do służby francuskiej, używani w wywiadzie i administracji. Uczestniczył w kolejnych kampaniach. 9 października 1805 przydzielony do głównego sztabu Wielkiej Armii. Wiosną 1806 dostał krzyż kawalerski Legii Honorowej, latem wysłany był w tajnej misji do Konstantynopola, a wracając jesienią 9 listopada 1806 w Berlinie przydzielony do cesarskiej kwatery jako oficer ordynansowy  w randze kapitana gwardii, zyskiwał bardzo na znaczeniu w oczach swoich i obcych, czego śladem order bawarski, nadany mu u schyłku tego roku. Nie przeszedł do armii Księstwa Warszawskiego. W stopniu majora organizował administrację Legii Nadwiślańskiej, walczył w Hiszpanii. W czasie wojny 1812 ponownie znalazł się w sztabie, wyprawiony z początkiem sierpnia do Połocka, miał pod pozorem przesłuchania jeńców zbadać sytuację, w jakiej znajdował się korpus Oudinota. 7 lipca 1812 został oficerem Legii Honorowej. Po odwrocie za Ren domagał się po 16 latach służby w szeregach francuskich odkomenderowania do Sedanu do pomocy Dąbrowskiemu, który tam reorganizował resztki wojsk polskich. W 6 maja 1814 złożył dymisję w stopniu generała brygady przechodząc do armii Królestwa Kongresowego. W drugiej dywizji objął dowództwo trzeciej brygady w 1820, ale na krótko, bo zmarł już w następnym roku następnym. Pochowany został w katakumbach obok kaplicy św. Barbary na nieistniejącym już dziś cmentarzu Świętokrzyskim.
Był członkiem loży wolnomularskiej Świątynia Równości i  Jedność Słowiańska. Ożenił się ok. 1812 roku, był ojcem Juliusza pamiętnikarza i uczestnika powstania listopadowego.

## Odznaczenia
- Krzyż Kawalerski Orderu Virtuti Militari (1810)[5][6]
- Krzyż Oficerski Orderu Legii Honorowej (1813)[6]
- Krzyż Kawalerski Orderu Legii Honorowej (1806)[6]
- Krzyż Kawalerski Orderu Maksymiliana Józefa (1806)[6]
- Krzyż Kawalerski Orderu Obojga Sycylii (1814)[6]